# Brick House
Singles de Commodores
Easy
(1977) Too Hot ta Trot
(1978)
Brick House est une chanson funk des Commodores, parue sur leur cinquième album Commodores (intitulé Zoom en Europe). Elle est sortie le 3 août 1977 chez Motown comme deuxième extrait de l'album.
La chanson s'est notamment classée à la 5e place du Billboard Hot 100 aux États-Unis, à la 2e place en Nouvelle-Zélande et à la 32e place au Singles Chart au Royaume-Uni. Le single est certifié disque d'or aux États-Unis pour plus de 500 000 exemplaires écoulés.

## Genèse et enregistrement
En 1977, les Commodores sont en studio pour l'enregistrement de leur cinquième album, lorsqu'ils rencontrent un problème d'équipement. Pendant que l'équipement est réparé et remplacé, le groupe fait une pause. Ronald LaPread (en), le bassiste du groupe, commence à improviser. Petit à petit, le reste du groupe se joint à lui jusqu'à ce qu'ils parviennent à un morceau et à une ligne de basse. À leur retour, James Carmichael, le producteur des Commodores, entendit et reconnut qu'il pourrait s'agir d'une chanson digne d'être enregistrée. Il demande à tout le monde de voir s'ils pouvaient utiliser le riff pour composer une chanson. Ramenant les cassettes à la maison, William King (en) les fait écouter à sa femme, Shirley Hanna-King. Pendant qu'il dormait, elle est inspirée pour écrire les paroles du riff, modifiant l'expression « built like a brick shithouse » (« construit comme une maison en briques ») pour la chanson, en référence à une femme de forte corpulence,.
Le lendemain, William King chante les paroles de Brick House au groupe, leur faisant croire qu'il les a écrites. Ils l'adorent et décident que le batteur Walter Orange a la voix funky pour interpréter la chanson (au lieu de Lionel Richie, qui est habituellement le chanteur du groupe) et elle est incluse dans le nouvel album,.

## Liste des titres
| A. | Brick House        | 3:28 |
| B. | Captain Quick Draw | 4:15 |

| A. | Brick House (Motown Special Length Disco-Version) | 6:11 |
| B. | Captain Quick Draw                                | 4:15 |

## Personnel
Commodores
- Lionel Richie – saxophones, claviers
- Milan Williams – claviers
- Thomas McClary – guitares
- Ronald LaPread – basse
- Walter Orange – chant, batterie, percussion
- William King – trompette

## Classements et certifications
| Classement (1977–78)                   | Meilleure position |
| -------------------------------------- | ------------------ |
| Belgique (Flandre Ultratop 50 Singles) | 30                 |
| Canada (Top Singles)                   | 24                 |
| États-Unis (Hot 100)                   | 5                  |
| États-Unis (Hot Soul Singles)          | 4                  |
| États-Unis (Disco Action)              | 34                 |
| Nouvelle-Zélande (RMNZ)                | 2                  |
| Pays-Bas (Nederlandse Top 40)          | 19                 |
| Pays-Bas (Nationale Hitparade)         | 15                 |
| Royaume-Uni (UK Singles Chart)         | 32                 |

| Classement (1977)             | Position |
| ----------------------------- | -------- |
| Canada (Top Singles)          | 170      |
| États-Unis (Hot Soul Singles) | 59       |
| États-Unis (Cash Box Top 100) | 60       |
| Nouvelle-Zélande (RMNZ)       | 35       |

| Classement (1978)              | Position |
| ------------------------------ | -------- |
| États-Unis (Hot 100)           | 109      |
| Pays-Bas (Nationale Hitparade) | 86       |

### Certifications
| Région                                | Certification | Ventes/Streams |
| ------------------------------------- | ------------- | -------------- |
| États-Unis (RIAA)                     | Or            | 500 000^       |
| ^Mise en rayon selon la certification |               |                |